# マアフ・フィア
マアフ・フィア（Maʻafu Fia、1989年11月22日 - ）は、ナシオナル、USブレッサンヌに所属するラグビー選手。

## プロフィール
- トンガ・トフォア（トンガ語 (ポリネシア)版）出身。
- ポジションはプロップ(PR)。
- 身長 180cm、体重 114kg
- トンガ代表キャップは10(2021年1月現在）でラグビーワールドカップ2019のトンガ代表に選ばれた[1]。

## 略歴
マヌカウ、ハイランダーズを経て、2015年、オスプリーズに加入。
バースを経て、2022年、USAペルピニャンに加入。
2023年、USブレッサンヌに加入。